# Tussenlanding in Pago-Pago
Tussenlanding in Pago-Pago is een spionageroman van auteur Gérard de Villiers en is het 16e deel uit de S.A.S.-reeks met als protagonist de Oostenrijkse prins en freelance CIA-agent Malko Linge.

## Het verhaal
Op de eilandengroep Amerikaans-Samoa in de Grote Oceaan wordt een vinger aangetroffen tussen de ingewanden van een gedode slang. Deze vinger blijkt afkomstig te zijn van Thomas Rose, een Stille Zuidzeespecialist van de CIA.
Malko wordt door de CIA naar de hoofdstad Pago Pago gezonden voor een grondig onderzoek naar de doodsoorzaak van Rose.
Het spoor leidt naar eilandstaat Fiji waar Rose voor het laatst in leven is gezien in de nabijheid van een Fijiaanse prinses. Een Mormoonse gemeenschap blijk niet ver van de laatste rustplaats van schrijver R. L. Stevenson een nederzetting te hebben opgebouwd.
Aan Malko de taak uit te vinden waarom een Mormoonse sekte zich uitgerekend in dit deel van de wereld heeft gevestigd.

## Personages
- Malko Linge, een Oostenrijkse prins en CIA-agent;

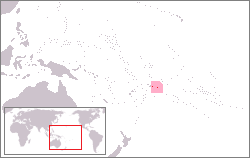
De ligging van Amerikaans-Samoa in Australazië.

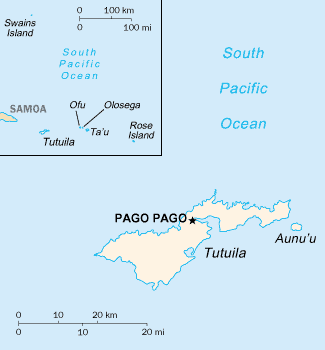
Overzichtskaart van Amerikaans-Samoa en de hoofdstad Pago Pago.

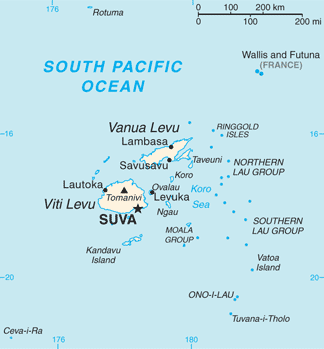
Overzichtskaart van de Fiji-eilanden.

- Thomas Rose, een Amerikaan